# سوبک‌حتپ دوم
خعی‌عنخ‌رع سوبک‌حتپ یا ساده‌تر سوبک‌حتپ دوم (در برخی سوبک‌حتپ یکم و چهارم هم خوانده شده) فرعون دودمان سیزدهم در دوره دوم میانی مصر بود. او سیزدهمین (در برخی پژوهش‌ها شانزدهمین) فرعون از دودمان خویش بود و مدت زمان کوتاهی را در حدود سال ۱۷۳۵ پیش از میلاد فرمان رانده‌است. 